# 西北鎮區 (密蘇里州聖路易斯縣)
西北鎮區（英語：Northwest Township）是位於美國密蘇里州聖路易斯縣的一個行政鎮區。

## 地方資料
西北鎮區的面積為95.51平方千米，當中陸地面積為89.96平方千米，而水域面積為5.55平方千米。根據2020年美國人口普查的數據，當地共有人口31818人，而人口密度為每平方千米333.14人。